# Haddonfield
Ne pas confondre avec Haddonfield, ville fictive de la série Halloween.
Haddonfield est une ville du New Jersey, située dans le Comté de Camden.
La population est de 11 593 habitants selon le recensement de 2010.

## Historique
La ville a été fondée en 1682, et c'est à l'Indian King Tavern (en) d'Haddonfield qu'a été signé le New Jersey General Assembly proclamant l'indépendance du New Jersey en tant qu'état en 1777.

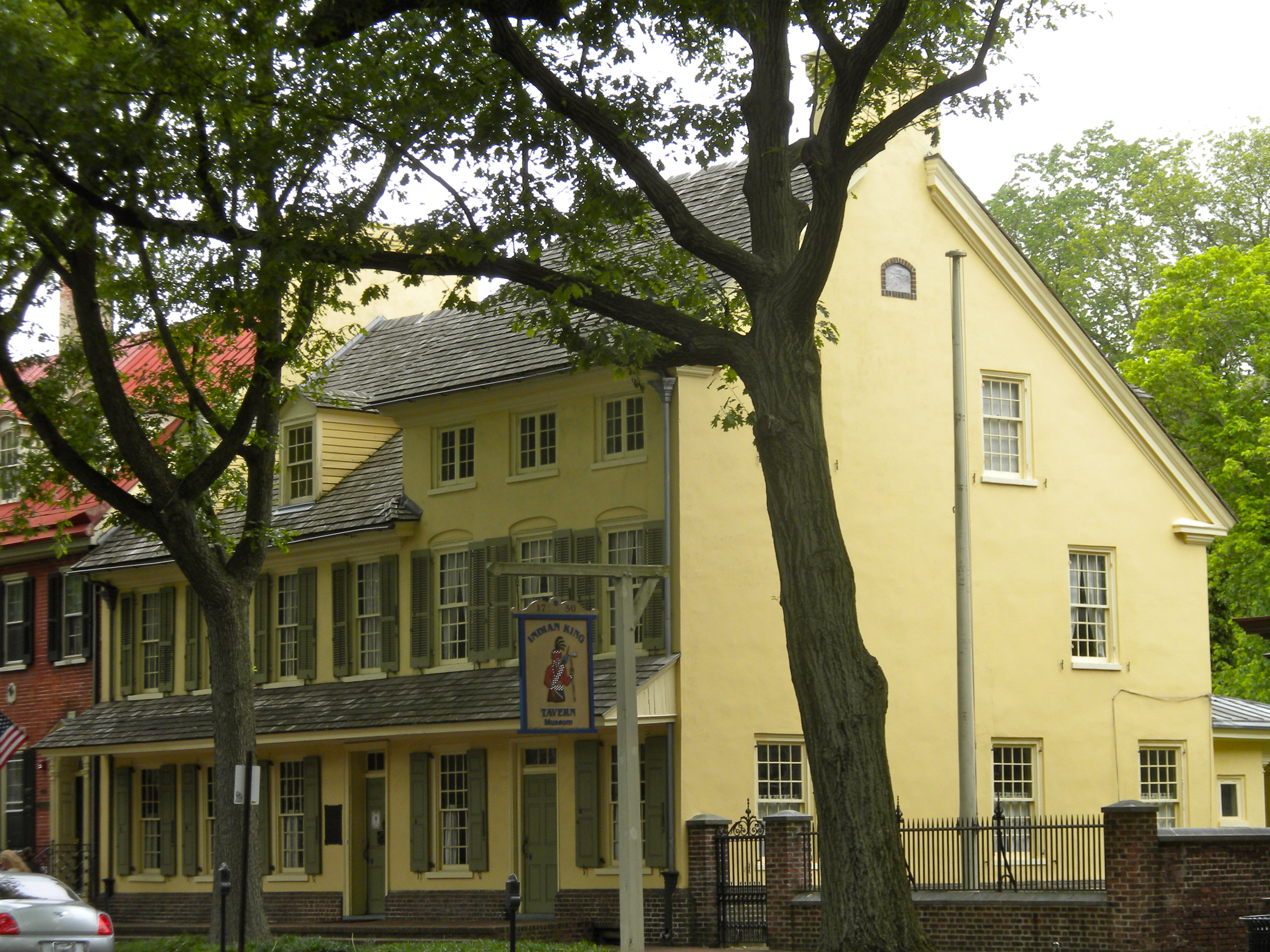
Indian King Tavern en 2010

C'est à proximité d'Haddonfield qu'a été découvert le premier squelette complet de dinosaure par William Parker Foulke en 1858.
Debra Hill, la scénariste de la série Halloween, est originaire d'Haddonfield, qui a été de facto source d'inspiration pour la ville fictive d'Haddonfield située pour les besoins de la série en Illinois.

## Prohibition
Une forme de prohibition est toujours en vigueur à Haddonfield, où acheter ou vendre de l'alcool reste encore passible de prison,